# Linnaea
Linnaea es un género de plantas con flores perteneciente a la familia de las caprifoliáceas.  Comprende 48 especies descritas y   de estas, solo 3 aceptadas.

## Taxonomía
El género fue descrito por Carlos Linneo y publicado en Species Plantarum 2: 631. 1753.
Etimología
Es una de las pocas especies que se nombra a Linneo. Linnaeus llamó a esta pequeña flor doble "Linnæa", en sus primeros papeles. Sin embargo, más tarde en el manuscrito Systema Naturae lo reemplazó con Rudbeckia.
La flor es el emblema de la provincia Småland, en Suecia, provincia de origen de Linneo.

## Distribución geográfica
Tiene una distribución circumpolar en el húmedo subártico frío en los bosques templados, que se extienden hacia el sur a gran altura en las montañas, en Europa al sur de los Alpes, en Asia, al sur hasta el norte de Japón, y América del Norte hacia el sur hasta el norte de California y Arizona en el oeste, y Tennessee en los Apalaches en el este.

## Descripción
Los tallos son delgados, pubescentes y prosternados alcanzando los 20-40 cm de largo, con hojas opuestas, siempre ovales redondeadas de 3-10 mm de largo y  2-7 mm. La floración se erige a 4-8 cm de altura, excepto en la base, las flores están vinculadas, son colgante de 7-12 mm de largo de color rosa pálido, con una corola de cinco lóbulos. 

## Especies aceptadas
A continuación se brinda un listado de las especies del género Linnaea aceptadas hasta octubre de 2013, ordenadas alfabéticamente. Para cada una se indica el nombre binomial seguido del autor, abreviado según las convenciones y usos.
- Linnaea adenotricha Graebn.
- Linnaea borealis L. - té de Suecia[3]
- Linnaea uniflora (R. Br.) A. Braun